# Adapiformes
Adapiformes — вимерла група ранніх приматів. Були розповсюджені по всій Північній півкулі, на півдні досягаючи Північної Африки та тропічної Азії. Найбільш ранні викопні рештки датуються епохою еоцену, найпізніші — епохою міоцену. Деякі представники нагадували сучасних лемурів.
Відомі лише по викопних рештках, тому неясно, чи була це група монофілетичною чи парафілетичною. У вигляді клади розглядаються спільно з групою мокроносих мавп, що зближує їх з сучасними лемурами більше, ніж із сучасними сухоносими мавпами.
В 2009 році біологи, що описали новий рід Darwinius, помістили його до складу таксона Adapoidea, групи ранніх приматів, що розглядається як проміжна ланка між сухоносими і мокроносими мавпами. Однак подальший аналіз решток приматів роду Darwinius показав, що вони, як і інші представники групи Adapiformes, повинні розглядатися у складі підвідділу мокроносих.

## Класифікація
34 роди у трьох родинах
- Родина Notharctidae
  - ПідродинаCercamoniinae
    - Рід Anchomomys
    - Рід Buxella
    - Рід Darwinius
    - Рід Donrussellia
    - Рід Europolemur
    - Рід Mahgarita
    - Рід Panobius
    - Рід Periconodon
    - Рід Pronycticebus

  - Підродина Notharctinae
    - Рід Cantius
    - Рід Copelemur
    - Рід Hesperolemur
    - Рід Notharctus
    - Рід Pelycodus
    - Рід Smilodectes
- Родина Sivaladapidae
  - Рід Guangxilemur
  - Рід Hoanghonius
  - Рід Indraloris
  - Рід Kyitchaungia
  - Рід Paukkaungia
  - Рід Rencunius
  - Рід Siamoadapis
  - Рід Sinoadapis
  - Рід Sivaladapis
  - Рід Wailekia
- Родина Adapidae
  - Рід Adapis
  - Рід Adapoides
  - Рід Afradapis
  - Рід Leptadapis
  - Рід Godinotia
- incertae sedis
  - Рід Muangthanhinius
  - Рід Lushius Chow, 1961
  - Рід Djebelemur
  - Рід Omanodon
  - Рід Shizarodon

## Ресурси Інтернету
- Mikko's Phylogeny Archive(англ.)